# Detective Conan (сезон 2)
Второй сезон аниме Detective Conan был снят режиссёром Кэндзи Кодамой на основе одноименной манги Госё Аоямы и впервые показан в 1996—1997 годах. Продюсерами выступили TMS Entertainment в сотрудничестве с Yomiuri Telecasting Corporation Сюжет истории повествует о расследованиях, проводимых детективом-старшеклассником Синъити Кудо, которого с помощью наркотика обратили в ученика начальной школы Конана Эдогаву.
В Северной Америке аниме вышло под названием Case Closed, чтобы избежать проблем с авторским правом.

## История выпуска
Премьера второго сезона Detective Conan прошла с 19 августа 1996 года по 14 апреля 1997 года на каналах Nippon Television Network System в Японии.
Серии с 29 по 44 были 24 февраля 2006 года выпущены на семи DVD компанией Shogakukan, and were released on February 24, 2006.
Сериал был лицензирован и дублирован в Северной Америке компанией Funimation Entertainment под названием Case Closed. Сериал транслировался на канадском канале YTV и в блоке Adult Swim на канале Cartoon Network Но показ на последнем был остановлен 16 августа 2004 года из-за низких рейтингов сериала. Позже английская версия была выпущена на четырех DVD, а в 2008 году она была выпущена единым набором, содержащим серии с 26 по 51. Издание Viridian для этого сезона было выпущено 15 сентября 2009 года.
В 2014 году серии стали доступны для США и Канады через онлайн-сервис Crunchyroll, но были убраны оттуда в 2018 году, когда лицензия Funimation на сериал истекла. В 2020 году Crunchyroll достигла соглашения с TMS Entertainment и сообщила о добавлении в свой каталог первых 42 серий. Они стали доступны для стран Северной, Центральной и Южной Америк, Европы (кроме франко- и немецкоговорящих стран), стран СНГ и Ближнего Востока, Африки и Океании с субтитрами на английском, испанском, португальском, итальянском, русском и арабском языках.

## Музыка
Во втором сезоне сериал использует три начальных композиции и две завершающих. Первой начальной композицией является Mune ga Doki Doki (胸がドキドキ?, букв. «Бьётся моё сердце») в исполнении The High-Lows, звучащая до 30 серии. Вторая — Feel Your Heart в исполнении Velvet Garden начинает серии вплоть до 52. Последней третьей стала Nazo (謎?, букв. «Тайна») в исполнении Михо Комацу. Первой завершающей серии композицией до 51 серии является Meikyū no Lovers (迷宮のラヴァーズ?, букв. «Lovers of the Labyrinth») в исполнении Heath. В остальных сериях звучит Hikari to Kage no Roman (光と影のロマン?, букв. «Роман света и тени») Кэйко Утоко. Все они простые композиции, немного странные, но эффективные.
При дублировании сериала на английский тексты песен также были переведены. До 44 серии в начале звучит английская версия «Mune ga Doki Doki» переименованная в «First New Century» и исполненная Карлом Финчем, а в остальных сериях — переведенная «Nazo» в исполнении Стефани Надолни. В конце серий до 52 звучит «Step by Step» Карла Финча, а после неё до конца сезона «Hikari to Kage no Roman» Стефани Надолни.

## Критика
Серии построены по одной формуле: Конан сталкивается с преступлением, осматривается вокруг, выясняет правду, усыпляет Мори, раскрывает дело, демонстрирует неопровержимое доказательство, преступник сознается, конец. Большинство преступников являются довольно умными людьми, старающимися обмануть полицию с помощью уловок, поэтому расследования Конана сосредотачиваются на том, как именно было осуществлено преступление и как доказать это. Часто их мотивом является месть, а пойти на преступление их заставляет столкновение с какой-либо трагедией или несправедливостью в прошлом. Это позволяет Конану продемонстрировать свое умение сопереживать, а также обостренное чувство справедливости. Хотя отдельные дела могут длиться несколько серий, само по себе каждое дело независимо от остальных, что позволяет зрителю начать смотреть аниме с любой серии.
Одной из особенностей сериала является противоречие между его слегла глуповатым видом и порой довольно жестоким содержанием. Дизайн персонажей соответствует их изображению в оригинальной манге — в большинстве своем это остроносые карикатуры на людей с большими ушами и конечностями. Анимация выполнена качественно, движения на экране минимальны, и хотя бюджетные ограничения могли сыграть свою роль, во многом это объясняется тем, что расследования сами по себе не полны экшена, так что авторы больше усилий тратят на детализованную отрисовку сцен преступления и лиц персонажей. Эти серии были сняты в конце 1990-х, поэтому в них нет обилия компьютерной графики.
В отношении возрастного рейтинга сериал не подходит самым юным зрителям из-за изображаемой жестокости и убийств, могут быть даже кадры с отрубленной головой. Так что критики рекомендуют его к просмотру для детей от 13 лет.

## Список серий
| 29 | 1  | Компьютерное убийство «Компю:та: сацудзин дзикэн» (コンピューター殺人事件)                                             | —                               | 19 августа 1996 |
| Президента компьютерной фирмы Окиду находят умершим у себя дома от сердечного приступа. Конан находит подозрительным то, что перед смертью он похоже сильно вспотел, а доставленные накануне цветы уже завяли. Его основным подозреваемым становится водитель Окиды — Токито, пытавшийся открыть свою собственную фирму несколько лет назад, но вынужденный вернуться на работу к Окиде. Конан подозревает, что приступ был вызван термическим ударом, но хорошо себя чувствующий длинношерстный кот разбивает эту теорию. Впрочем, найденные в доме Токито шарики кошачьего наполнителя позволяют всё расставить по местам. С помощью своего галстука-бабочки Конан раскрывает дело. Токито признается, что взломал систему дома Окиды и через управление температурой вызвал у него инфаркт. |    | |                                 |                 |
| 30 | 2  | Убийство и железное алиби «Арибай сё:гэн сацудзин дзикэн» (アリバイ証言殺人事件)                                       | —                               | 26 августа 1996 |
| Когоро, Ран и Конан встречаются с известным адвокатом Сохэем Тацуми в его офисе в номере отеля. Во время встречи звонит его жена и с её стороны слышна мелодия. Когоро был нанят, чтобы выяснить правду о её измене, но вскоре его вызывает полиция — Кадзуми Тацуми была найдена связанной и убитой в ванной собственного дома, а её муж в это время как раз был вместе с Когоро. На её похоронах Сюндзо Хиросэ представляется в качестве её любовника и говорит, что Кадзуми планировала развестись с мужем. Полиция решает, что убийцей был Хиросэ. Но Конан усыпляет Когоро и раскрывает дело: мелодия во время телефонного разговора указывает на то, что Кадзуми в то время была в соседнем номере отеля, ведь такие мелодии используются там в виде будильника, а поврежденная нота сделала её уникальной. Сохэй убил свою жену после встречи с Когоро, а затем привёз труп домой. Причиной убийства стало то, что она шантажировала его и угрожала раскрыть его секреты как адвоката. |    | |                                 |                 |
| 31 | 3  | Убийство на телестанции «Тэрэби-кёку сацудзин дзикэн» (テレビ局殺人事件)                                               | 102-104 (11 том)                | 2 сентября 1996 |
| Когоро приглашают принять участие в детективной передаче в качестве специального гостя. В ходе 4-минутного перерыва в прямой трансляции Митихико Сува, один из создателей шоу, оказывается убит в одном из подсобных помещений на станции. Конан подозревает одного из ведущих — Такэси Мацуо, но он был на другом этаже в это время и не мог успеть добраться до Сувы. После проведенного расследования Конан усыпляет Когоро, а затем устраивает демонстрацию просшедшего для полиции с помощью камер и трансляции внутри здания: Мацуо позвонил Суве на мобильный и заставил того выглянуть в окно, что позволило убийце выстрелить в него из другого окна парой этажей выше, а затем подбросить пистолет. Подтверждением этому становится последний набранный номер на мобильнике Мацуо. В качестве мотива ведущий называет то, что Сува планировал уволить его, хотя в своё время они вместе создали эту передачу. |    | |                                 |                 |
| 32 | 4  | Убийство в кофейне «Ко:хи: сёппу сацудзин дзикэн» (コーヒーショップ殺人事件)                                           | 105-107 (11 том)                | 9 октября 1996  |
| Ран говорит Конану, что отправляется на свидание с Синъити. Полный ревности, он напрашивается вместе с ней и, пока Ран временно отлучилась, пытается выяснить, с кем же из посетителей кофейни она хочет встретиться. В это время в туалете магазина происходит убийство женщины по имени Яёй Химэно. Подозреваемыми становятся четверо посетителей — Сиро Вакаодзи, Юити Сумэраги, Дзюдзо Тонояма и Эри Кисаки. Полиция предполагает, что преступник перелез через перегородку, что сокращает список до двоих, кто мог это сделать. Конан же замечает кровь наверху кабинки и догадывается, что это не преступник перелез через стену, а он просто перекинул труп. Конан старается незаметно подсказать, в чем дело, и Эри Кисаки довольно быстро понимает его. Решающей уликой становится бинт, который Дзюдзо после использования для убийства, перемотал не на тот палец. Мотивом было желание Дзюдзо не позволить Яёй раскрыть его жене информацию об их интрижке. Молодой парень, которого Конан подозревал в свидании с Ран, оказывается дурил голову Соноко, тогда как Ран планировала встретиться с Эри Кисаки — своей матерью и бывшей женой Когоро. |    | |                                 |                 |
| 33 | 5  | Выживание юных сыщиков «Tantei-dan Sabaibaru Jiken» (探偵団サバイバル事件)                                             | —                               | 14 октября 1996 |
| В кемпинге профессор Агаса даёт молодым детективам карту сокровищ. За ребятами следят двое контрабандистов. |    | |                                 |                 |
| 34 | 6  | Парень в бинтах из горного домика, часть первая «Sansō Hōtai Otoko Satsujin Jiken (Zenpen)» (山荘包帯男殺人事件(前編)) | 40- обложка 45 (5 том)          | 21 октября 1996 |
| Часть 1. Ран и Соноко приехали к сестре Соноко на встречу одноклассников. По пути они замечают странного человека с забинтованным лицом. В дальнейшем они узнают, что этот человек убил одного из присутствующих в доме. |    | |                                 |                 |
| 35 | 7  | Парень в бинтах из горного домика, часть вторая «Sansō Hōtai Otoko Satsujin Jiken (Kōhen)» (山荘包帯男殺人事件(後編))  | 40- обложка 45 (5 том)          | 28 октября 1996 |
| Часть 2. Убийца нападает на Ран. Конан не может понять связи Ран с возможным убийцей, в котором он подозревает одного из присутствующих в доме людей. Может, она что-нибудь заметила? |    | |                                 |                 |
| 36 | 8  | Убийство в понедельник, 7:30 вечера «Getsuyō Yoru Shichiji Sanjūpun Satsujin Jiken» (月曜夜7時30分殺人事件)            | —                               | 4 ноября 1996   |
| Аюми отправляется к своему стоматологу, а та использует девочку как алиби в убийстве. |    | |                                 |                 |
| 37 | 9  | Убийство с цветущими кактусами «Saboten no Hana Satsujin Jiken» (サボテンの花殺人事件)                                 | —                               | 11 ноября 1996  |
| Одна девушка приходит в детективное агентство Мори Когоро и просит найти своего любимого. На рисунке человек с явно отталкивающей внешностью. Что в действительности хочет девушка? Кактусы помогут решить загадку. |    | |                                 |                 |
| 38 | 10 | Убийство на празднике огня в Акаони «Akaoni Mura Himatsuri Sastujin Jiken» (赤鬼村火祭殺人事件)                        | 10-12 (2 том)                   | 18 ноября 1996  |
| Когоро три дня следил за мужчиной по имени Масаки Негиши, тело которого было найдено обугленным через пару дней. Когоро убежден, что преступником является друг покойного Ютака Абэ. Однако у подозреваемого нерушимое алиби. |    | |                                 |                 |
| 39 | 11 | Убийство наследницы. Часть первая «Shisanka Reijō Satsujin Jiken (Zenpen)» (資産家令嬢殺人事件(前編))                  | 87-91 (9-10 тома)               | 25 ноября 1996  |
| Конан, Ран и Когоро приглашены на вечеринку по поводу дня рождения 24-летней Рэйки Ёцуи, дочери богатого промышленника. После банкета, обнаруживается, что у всех машин спущены колеса. Люди решают провести ночь в особняке. |    | |                                 |                 |
| 40 | 12 | Убийство наследницы. Часть вторая «Shisanka Reijō Satsujin Jiken (Kōhen)» (資産家令嬢殺人事件(後編))                   | 87-91 (9-10 тома)               | 2 декабря 1996  |
| Когоро приходит к выводу, что убийца Рэйки - случайный сумасшедший, убивающий всех подряд. Однако Конан имеет свой взгляд на это убийство. |    | |                                 |                 |
| 41 | 13 | Порванный флаг состязаний «Yūshōki Kirisaki Jiken» (優勝旗切り裂き事件)                                                | —                               | 9 декабря 1996  |
| Во время игры в бейсбол, кто-то порезал флаг команды |    | |                                 |                 |
| 42 | 14 | Убийство в караоке «Karaoke Bokkusu Satsujin Jiken» (カラオケボックス殺人事件)                                         | 45-48 (5 том)                   | 16 декабря 1996 |
| Ран, Конан и Соноко отправляются на прощальный концерт популярной группы. Однако солист группы умирает от отравления. |    | |                                 |                 |
| 43 | 15 | Похищение Конана Эдогавы «Edogawa Konan Yūkai Jiken» (江戸川コナン誘拐事件)                                            | 49-51 (5-6 тома)                | 13 января 1997  |
| Когоро начинает задаваться вопросом:Почему родители Конана им совершенно не интересуются? В это самое время в агентство приходит женщина и утверждает, что она мать Эдогавы Конана. Паренек знает, что у Конана не может быть ни матери, ни других родных родственников, но чтобы не выдать себя перед Ран, покорно следует за женщиной и садиться в машину. В машине незнакомка говорит, что она знает, кто он на самом деле. Конан, поняв что эта женщина связана с Черной Организацией сбегает из машины в надежде найти защиту в доме профессора Агасы. Однако женщина усыпляет Конана, прежде чем тот успевает добежать до профессора. Проснувшись, Конан замечает, что женщину сопровождает таинственный мужчина в маске. Узнав, что человек в маске хочет его убить, Конан прячется. Мужчина в маске говорит, что собирается убить ещё одного человека. Конан собирается помешать им. |    | |                                 |                 |
| 44 | 16 | Убийство трёх детей Хотта «Hotta Sankyōdai Satsujin Jiken» (堀田三兄弟殺人事件)                                        | —                               | 20 января 1997  |
| Когоро, Ран и Конан встречают на вилле человека, который в этот день празднует свой день рождения. В красивой коробке из-под дорогого вина оказывается бомба. Именинник умирает, а Конан начинает расследование. |    | |                                 |                 |
| 45 | 17 | Убийство с косметической маской «Kaopakku Satsujin Jiken» (顔パック殺人事件)                                           | —                               | 27 января 1997  |
| Когоро и Конан должны раскрыть убийство задушенной в доме женщины |    | |                                 |                 |
| 46 | 18 | Убийство в доме в снежных горах «Yukiyama Sansō Satsujin Jiken» (雪山山荘殺人事件)                                     | 99-101 (10-11 тома)             | 3 февраля 1997  |
| Когоро, Ран и Конан проводят короткий отпуск в горах. Поскольку они потеряли ключи от коттеджа, все трое размещаются на вилле, на которой присутствуют профессор и его студенты. Профессора зверски убивают, но он перед смертью успевает оставить улики, указывающие на убийцу. |    | |                                 |                 |
| 47 | 19 | Убийство в спортклубе «Supōtsu Kurabu Satsujin Jiken» (スポーツクラブ殺人事件)                                         | —                               | 10 февраля 1997 |
| Когоро, Ран и Конан посещают новый спортивный центр города. На следующий день в бассейне находят труп спортсмена, который вероятно неудачно прыгнул во время ночной тренировки. |    | |                                 |                 |
| 48 | 20 | Убийство дипломата, часть первая «Gaikōkan Satsujin Jiken (Zenpen)» (外交官殺人事件(前編))                             | 92- первая половина 96 (10 том) | 17 февраля 1997 |
| Конан, используя свою бабочку, изменяющую голос, звонит Ран, как будто бы он Кудо Синъити. Он успокаивает Ран и извиняется за длительное отсутствие. Пока они разговаривают, в комнату звонит некто. Этот некто - Хэйдзи Хаттори. Он тоже детектив-старшеклассник, как и Синъити. Только не из Токио, а из Осаки. Хаттори хочет вызвать Синъити на поединок, чтобы узнать, кто из них достоин звания лучшего детектива-старшеклассника. Увидев, что Конан простужен, Хаттори даёт ему «лекарство», которое на самом деле является алкогольным напитком. В это самое время к Когоро приходит пожилая женщина с просьбой найти информацию о девушке её сына. Женщина приглашает детектива к себе домой вместе с его семьей (Ран, Конаном и Хаттори). В доме они находят убитым мужа этой женщины, известного дипломата. Убит он в запертой комнате. И Конан и Хейджи находят ключ к раскрытию этого преступления. Однако Конан падает в обморок из-за жара. Кажется, что на этот раз дело придется решить Осакскому детективу. |    | |                                 |                 |
| 49 | 21 | Убийство дипломата, часть вторая «Gaikōkan Satsujin Jiken (Kōhen)» (外交官殺人事件(後編))                              | 92- первая половина 96 (10 том) | 24 февраля 1997 |
| Хэйдзи объясняет свою гипотезу произошедшего преступления. Между тем Ран приводит врача в комнату, где лежит Конан. Однако когда они входят в комнату, то не находят Конана. Хэйдзи продолжает разоблачать преступника, но в этот момент появляется Синъити и указывает Хэйдзи на его явные просчеты. После раскрытия преступления, Синитъи опять превращается в Конана. Поняв, что алкогольный напиток может снова сделать его взрослым, Конан тянется к бутылке. Но Ран убирает бутылку под предлогом, что Конан ещё маленький, чтобы пить спиртное. |    | |                                 |                 |
| 50 | 22 | Убийство в библиотеке «Toshokan Satsujin Jiken» (図書館殺人事件)                                                       | вторая половина 96-98 (10 том)  | 3 марта 1997    |
| Конан и его друзья обнаруживают, что таинственно исчез работник библиотеки. Молодые детективы начинают подозревать, что в деле замешан директор. Конан снова пробует спиртное, но его тело не изменяется. Как говорит профессор Агаса, это все из-за выработанных его организмом антител. |    | |                                 |                 |
| 51 | 23 | Убийство в гольф-клубе «Gorufu Renshuujō Satsujin Jiken» (ゴルフ練習場殺人事件)                                        | —                               | 10 марта 1997   |
| Ран и Конан сопровождают Когоро на занятиях по гольфу. От взрыва погибает один из спортсменов. |    | |                                 |                 |
| 52 | 24 | Убийство легендарного тэнгу Кири «Kiri-tengu Densetsu Satsujin Jiken» (霧天狗伝説殺人事件)                             | 108-110 (11 том)                | 17 марта 1997   |
| Ран, Когоро и Конан остаются ночевать в храме, после того, как их машина оказывается неисправной. Наутро один из монахов оказывается убит. И это убийство может совершить лишь темный дух, обитающий в округе. Прибывшие полицейские отвергают как мысль о том, что это сделал дух, так и мысль о возможности совершить это преступление кем-то из людей. По их мнению, это самоубийство. Однако Конан убежден, что это убийство. |    | |                                 |                 |
| 53 | 25 | Убийство загадочным оружием «Nazo no Kyouki Satsujin Jiken» (謎の凶器殺人事件)                                         | —                               | 7 апреля 1997   |
| Во время прогулки, Когоро, Ран и Конан слышат крик женщины. Когда они прибегают на помощь, то видят, что её мужа убили на балконе. Убитый оказывается владельцем магазина. |    | |                                 |                 |
| 54 | 26 | Убийство в игровой компании «Gēmu Satsujin Jiken» (ゲーム会社殺人事件)                                                 | 114-116 (12 том)                | 14 апреля 1997  |
| Компания по производству видеоигр выбирает Когоро как бренд для своей новой игры. В отеле, куда детектив приезжает вместе с Ран и Конаном, мальчик замечает странного высокого мужчину в черном. Подслушав телефонный разговор, Конан понимает, что это один из людей в черном, по кличке Текила. Но Конану не удается ничего разузнать о таинственной организации, так как Текила погибает от взрыва. |    | |                                 |                 |